# هيذر غودمان
هيذر غودمان (بالإنجليزية: Heather Goodman)‏ هي منافسة ألعاب القوى بريطانية، ولدت في 30 مارس 1935.

## وصلات خارجية
- هيذر غودمان على موقع أوليمبيديا (الإنجليزية)
- هيذر غودمان على موقع اللجنة الأولمبية البريطانية (الإنجليزية)